# لس، اسپانیا
لس (به اسپانیایی: Les) یک منطقهٔ مسکونی در اسپانیا است که در دره آران واقع شده‌است. لس ۲۳٫۴ کیلومتر مربع مساحت دارد ۶۳۴ متر بالاتر از سطح دریا واقع شده‌است.